# بلدة كيدر (ميزوري)
بلدة كيدر هي واحدة من اثني عشر بلدة في مقاطعة كالدويل التابعة لولاية ميزوري في الولايات المتحدة الأمريكية. حسب تعداد الولايات المتحدة 2000 كان عدد سكانها 891 نسمة.
أنشأت بلدة كيدر في عام 1867.

## الجغرافيا
تغطي بلدة كيدر مساحة قدرها 36.1 ميل مربع (93 كـم2) وتحتوي على مستوطنة مدمجة واحدة.

## وصلات خارجية
- US-Counties.com
- City-Data.com